# Karl Friedrich Krüger

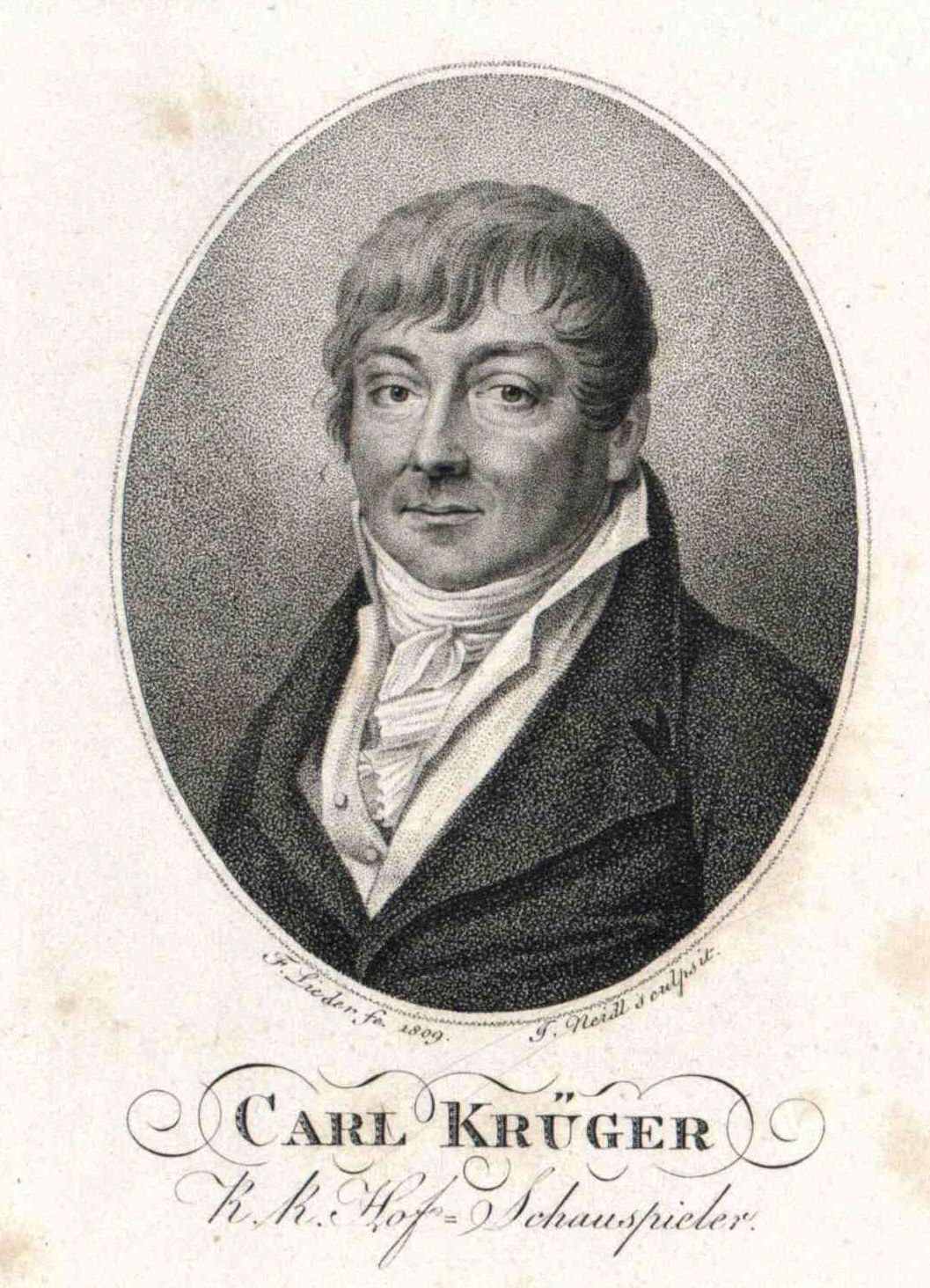
Karl Friedrich Krüger, 1809

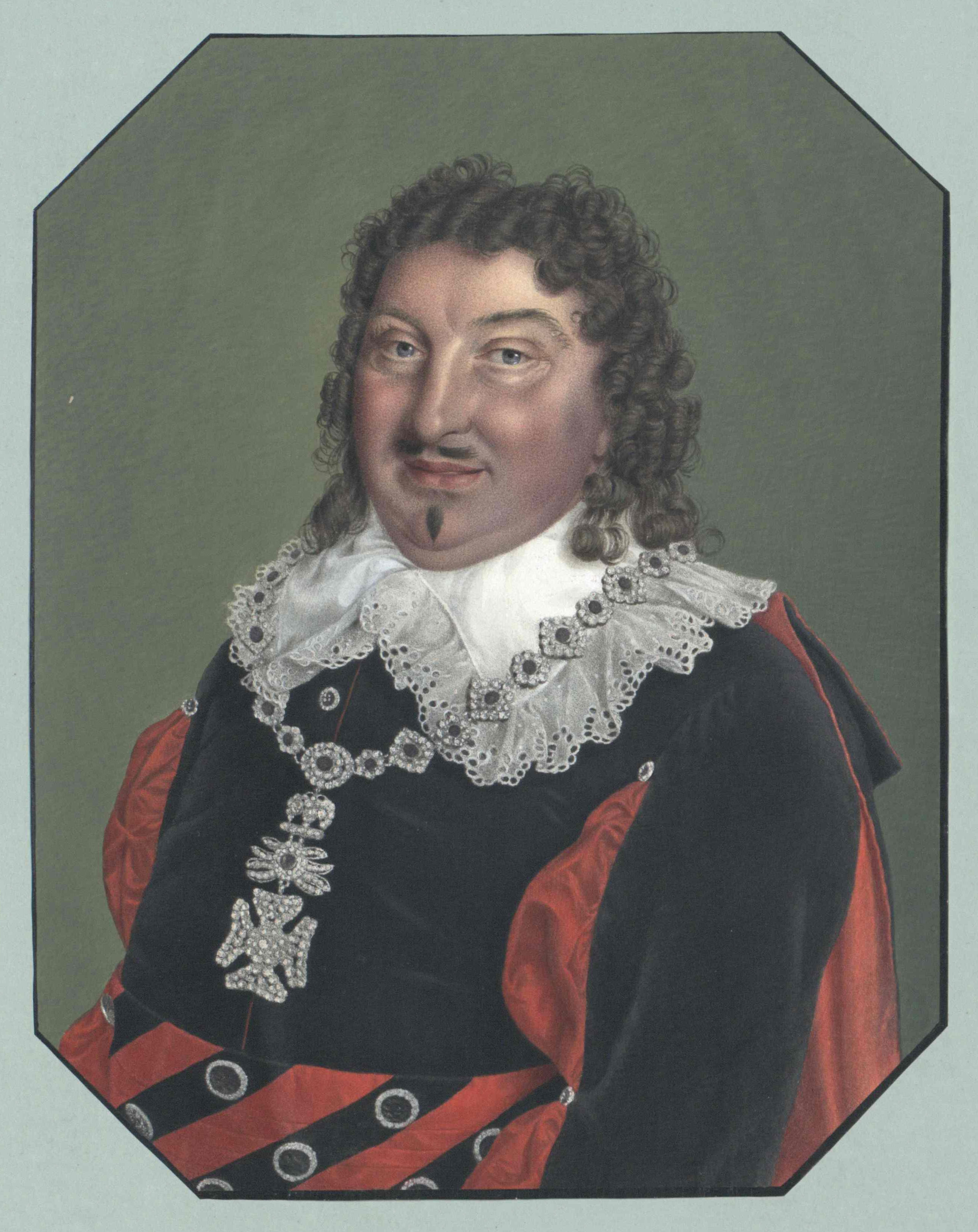
Krüger als Graf Almaviva in Die beiden Figaro von Johann Friedrich Jünger nach Martelly

Karl Friedrich Krüger (* 18. Dezember 1765 in Berlin; † 21. April 1828 in Wien) war ein deutscher Schauspieler und der Bruder der Schauspielerin Caroline Demmer.

## Leben
Krügers Vater war Musiker in der königlichen Kapelle in Berlin. Er selbst debütierte am 14. Februar 1785 auf dem Hoftheater in Berlin als Kosinsky in Schillers Drama Die Räuber. 1786/87 war er – mit seiner Schwester – in Weimar engagiert, später in Magdeburg und Hannover, und ging 1789 nach Amsterdam. 1791 kehrte er nach Weimar zurück und wirkte dort nun bis 1793. Bei der Weimarer Erstaufführung des Don Carlos, am 22. Februar 1792, spielte er den Domingo.
Weitere Stationen waren erneut Amsterdam, Prag, Karlsbad, Chemnitz, Leipzig (1797–1799), Freiberg, Teplitz und ab 1800 Brünn.
1802 ging er ans Wiener Burgtheater, dem er bis zu seinem Tod angehörte. Er galt als äußerst vielseitiger Darsteller, der später auch als Komiker auftrat. Ignaz Franz Castelli schreibt über ihn:

„Krüger war eine Zierde des Wiener Hoftheaters sowohl im Rührenden als im Komischen. Alte Gecken, wie den Hofmarschall Kalb und den alten Wallenstein im ‚Spieler‘ hab’ ich mit dieser Wahrheit nie mehr darstellen gesehen.“

Verheiratet war er mit der Schauspielerin Karoline Krüger, seine Schwägerin war Franziska Romana Koch und sein Schwiegervater Antonín Jiránek. Anna Feodorowna Krüger, ebenfalls Schauspielerin, war seine Adoptivtochter.